# Manos vacías
Manos vacías es el segundo trabajo de Los Caballeros de la Quema, contiene canciones que formaron parte de su primer placa, Primavera negra, que fue un casete. En 2007, el hit «Patri» fue considerada la 27° mejor canción del rock argentino por Rock.com.ar. Producido por Guido Nisenson.
El único videoclip de este álbum fue «Carlito».

## Lista de canciones
| Manos vacías |                                     |                                               |          |  |
| N.º          | Título                              | Escritor(es)                                  | Duración |  |
| 1.           | «Domingo muerto»                    | Iván Noble · Martín Carro Vila                | 2:55     |  |
| 2.           | «Bs. As. esq. Vietnam»              | Iván Noble · Martín Méndez                    | 4:21     |  |
| 3.           | «Tibia peste»                       | Caballeros de la Quema                        | 3:12     |  |
| 4.           | «Patri»                             | Iván Noble · Martín Carro Vila · Pablo Guerra | 3:42     |  |
| 5.           | «9 días»                            | Iván Noble · Martín Carro Vila                | 2:18     |  |
| 6.           | «Me sobás la espalda (Viuda negra)» | Caballeros de la Quema                        | 4:57     |  |
| 7.           | «Con el agua en los pies»           | Iván Noble                                    | 5:58     |  |
| 8.           | «Similaun»                          | Iván Noble · Martín Carro Vila                | 3:03     |  |
| 9.           | «Carlito»                           | Iván Noble · Martín Méndez                    | 4:01     |  |
| 10.          | «Gusanos»                           | Iván Noble · Pablo Guerra                     | 4:20     |  |
| 11.          | «El culo del asunto»                | Iván Noble · Martín Carro Vila                | 4:04     |  |
| 12.          | «Primavera negra»                   | Iván Noble · Martín Méndez                    | 3:01     |  |
| 13.          | «Milwaukee»                         | Iván Noble · Martín Carro Vila                | 8:00     |  |
| 14.          | «Luces de bar»                      | Iván Noble                                    | 1:00     |  |

## Músicos
- Batería: Javier "Nene" Cavo
- Bajo: Martín Carro Vila
- Guitarras y coros: Martín Méndez / Pablo Guerra
- Saxos: Alejandro Soraires / Martín "Cafusa" Staffolani
- Voz y coros: Iván Noble

#### Invitados
- Víctor Alonso: Pianos, Hammonds y Chapas
- Marcelo Blanco: Percusión
- Miguel Ángel Tallarita: Trompeta y Flugelhorn
- Daniel Ferrante: Saxo soprano
- Ximena Rose: Coros

## Curiosidades
- "Luces de bar" es un fragmento de un tema que la banda solía tocar en vivo, el cual estaría incluido en su versión completa en "Perros, perros y perros", su tercer disco.